# 21 Arietis
21 Arietis este o stea din constelația Berbecul.